# Schotia
Schotia ist eine Pflanzengattung der Tribus Schotieae in der Unterfamilie der Johannisbrotgewächse (Caesalpinioideae) innerhalb der Familie der Hülsenfrüchtler (Fabaceae). Die etwa vier sind nur im südlichen Afrika verbreitet.

## Beschreibung

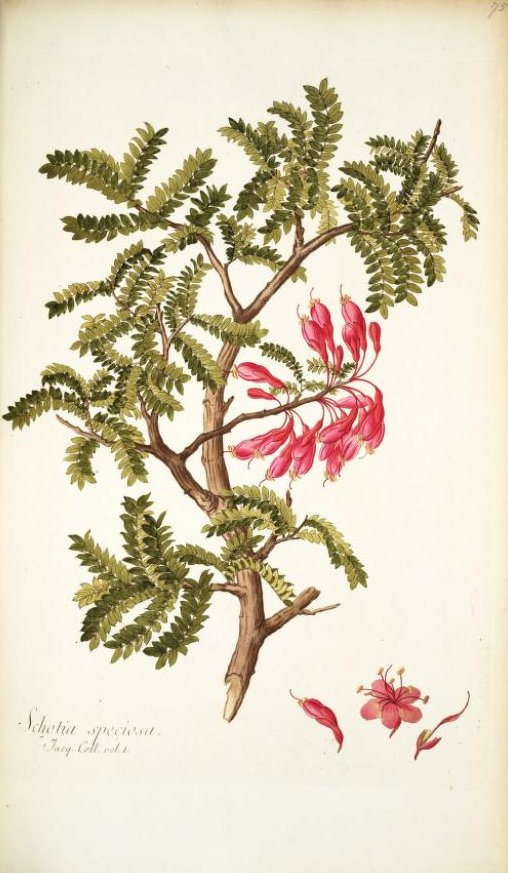
Illustration von Schotia afra

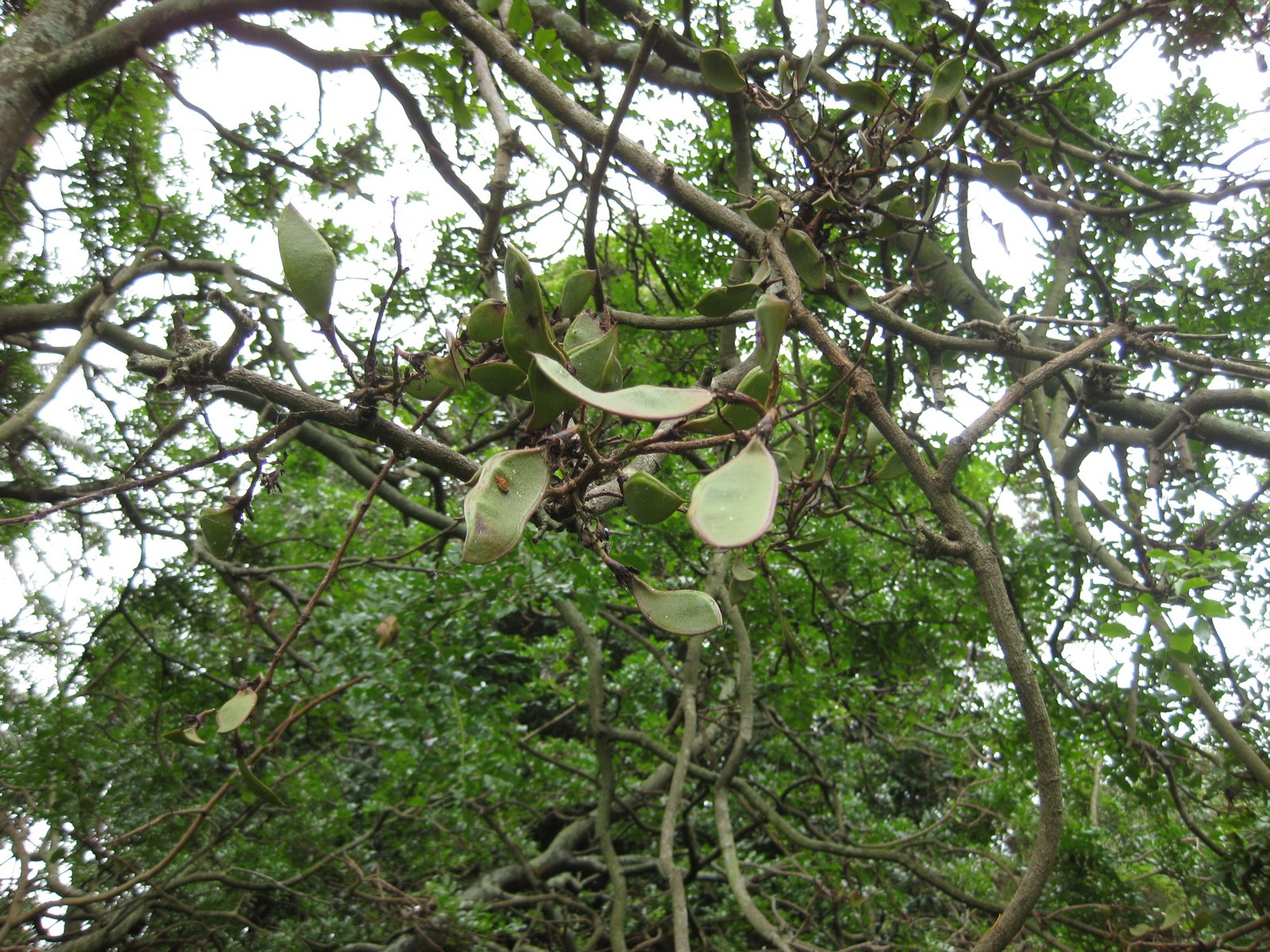
Habitus und Hülsenfrüchte von Schotia brachypetala

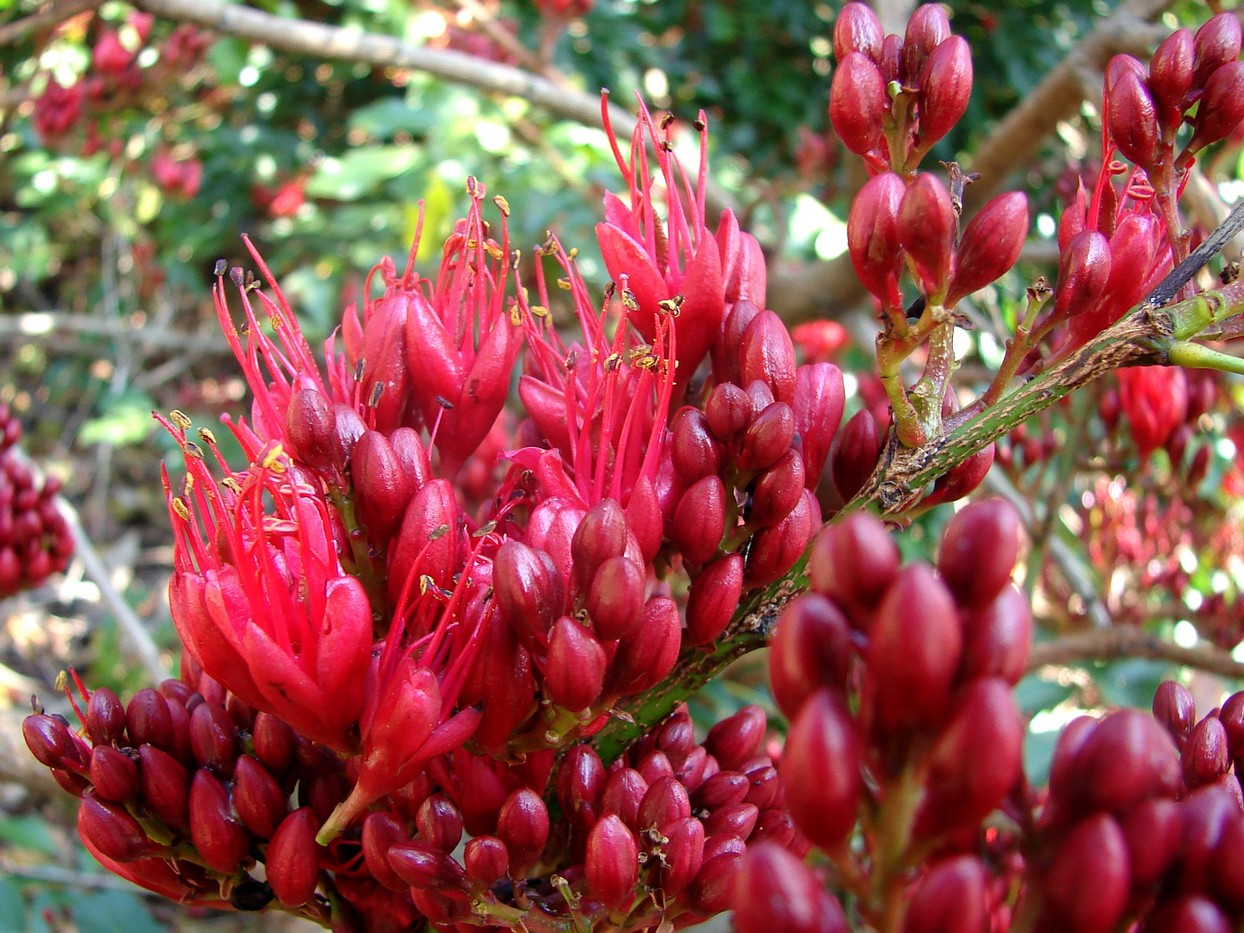
Zweig mit Blütenständen von Schotia brachypetala

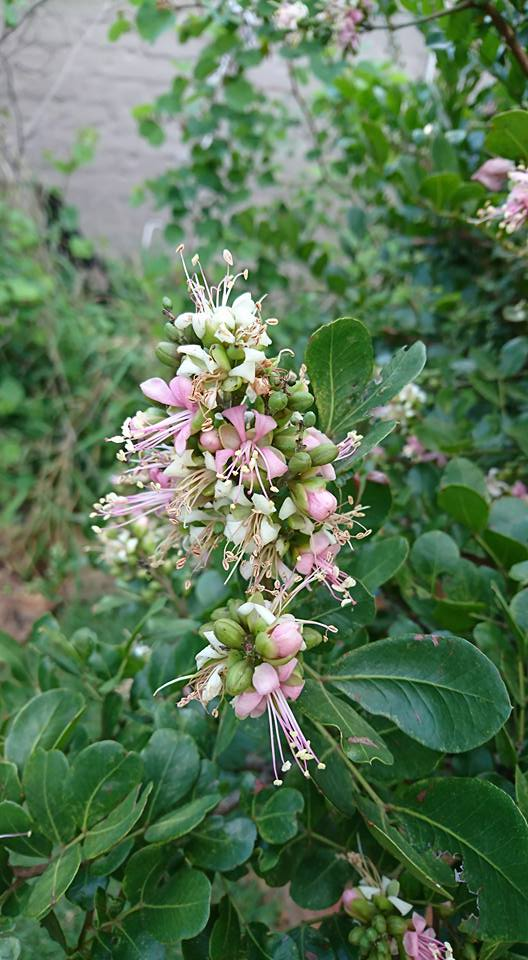
Zweig mit Laubblättern und Blütenstand von Schotia latifolia

### Erscheinungsbild und Blätter
Die Schotia-Arten sind unbewehrte, immergrüne bis (Schotia brachypetala an kühleren Standorten) laubabwerfende Sträucher und Bäume.
Die wechselständig an den Zweigen angeordneten Laubblätter sind in Blattstiel und Blattspreite gegliedert. An den Blattstielen sind keine Drüsen vorhanden. Die paarig gefiederten Blattspreiten besitzen vier bis acht Paare sich an der Rhachis gegenständigen gegenüber stehende Fiederblättchen. Die Fiederblättchen sind oft dunkelgrün und ledrig. Die kleinen Nebenblätter sind hinfällig.

### Blütenstände und Blüten
Im Frühjahr erscheinen in den seiten- oder endständigen, relativ kurzen, rispigen oder traubigen Blütenständen die Blüten oft dicht gedrängt und manchmal vor dem Austrieb der Laubblätter. Die Trag- und Deckblätter sind klein und hinfällig; sie umhüllen die Blütenknospen nicht.
Die zwittrigen, auffälligen Blüten sind rot. Der auffällige Blütenbecher (Hypanthium) ist becherförmig. Die vier ungleichen oder gleichen Kelchblätter sind frei oder sie überlappen sich dachziegelartig. Nur bei Schotia brachypetala sind alle fünf Kronblätter etwa gleich ausgebildet, bei den anderen Arten sind einige oder alle zu kleineren und länglichen Strukturen reduziert. Von den meist zehn Staubblättern wechseln meist je ein Kurzer mit einem Langen ab. Die Staubfäden sind höchstens an ihrer Basis verwachsen. Im einzigen Fruchtblatt sind einige Samenanlagen enthalten. Der lange, dünne Griffel endet in einer kopfigen Narbe. Die reichlich nektarproduzierenden Blüten werden von Vögeln besucht.

### Früchte und Samen
Die mit einer Länge von meist 10 bis 15 cm länglichen oder elliptischen, flachen, bespitzten bis geschwänzten Hülsenfrüchte sind erst grünlich und leicht filzig, später bei Reife hell- bis dunkelbraun und hart; sie enthalten einige Samen. Die sehr harten Samen haben einen gelblichen, fleischigen Arillus.

## Systematik und Verbreitung
Die Erstveröffentlichung der Gattung Schotia erfolgte 1786 durch Nikolaus Joseph von Jacquin in Collectanea, 1, S. 93. Mit dem Gattungsnamen Schotia ehrt Nikolaus Joseph von Jacquin, der Direktor der kaiserlichen Gärten von Schönbrunn war, seinen Obergärtner Richard van der Schot, der Südafrika besucht hatte.
Die Gattung Schotia gehörte zur Tribus Detarieae in der Unterfamilie der Johannisbrotgewächse (Caesalpinioideae) innerhalb der Familie der Hülsenfrüchtler (Fabaceae). Die drei früher zur Gattung Schotia gehörenden Arten aus dem tropischen (guineo-kongolesischen) Afrika wurden 1968 durch André Aubréville in Adansonia, 8, S. 177–179 in die Gattung Leonardoxa Aubrév. und 1993 durch Jean Joseph Gustave Léonard in Bull. Jard. Bot. Belg., 62, S. 433–451 in die Gattung Normandiodendron J.Léonard gestellt. Die Systematik der Gattung ist schwierig, da sich die Verbreitungsgebiete der Arten überlappen und sie Hybriden bilden, außerdem sind die Arten morphologisch relativ variabel.
Die Tribus Schotieae Estrella, L.P.Queiroz & Bruneau wurde 2018 in Manuel de la Estrella, Félix Forest Bente Bang Klitgaard, Gwilym Peter Lewis, Barbara Ann Mackinder, Luciano Paganucci de Queiroz, Jan Johannes Wieringa, Anne Bruneau: A new phylogeny-based tribal classification of subfamily Detarioideae, an early branching clade of florally diverse tropical arborescent legumes. In: Scientific Reports, Volume 8, Issue 1, 6884 aufgestellt. Die Gattung Schotia ist die einzige Gattung dieser Tribus.
Die nur noch vier Schotia-Arten kommen natürlich nur südlich des Sambesi, also im südlichen Afrika vor.
Die Gattung Schotia enthält nur noch vier oder fünf Arten:
- Schotia afra (L.) Thunb.: Von dieser Art gibt es zwei gültige Varietäten:
  - Schotia afra (L.) Thunb. var. afra: Sie gedeiht nahe der Küste im südlichen und östlichen Westkap.
  - Schotia afra var. angustifolia (E.Mey.) Harv.: Sie gedeiht im Landesinneren von Namaqualand und Namibia.
- Schotia brachypetala Sond.: „Weeping Boer-Bean“ wird in subtropischen Gebieten als Zierpflanze verwendet. Es ist meist ein klein bleibender Baum. Die tiefroten Blüten produzieren reichlich Nektar, der teilweise austropft (daher „weeping“)
- Schotia capitata Bolle: Sie gedeiht entlang der Küste von KwaZulu-Natal über Eswatini bis Mosambik.
- Schotia latifolia Jacq.: Sie gedeiht von Riversdale im Westkap bis nahe Umtata im Ostkap und in Mpumalanga sowie Limpopo.

## Nutzung
Aufgrund ihrer dekorativen Blüten und ihrer Anspruchslosigkeit bezüglich Wasserversorgung und Bodenqualität werden einige Arten häufig als Straßenbaum und in Gärten – auch außerhalb ihres natürlichen Verbreitungsgebietes – angepflanzt.